# Gods (varor)
|  | Wiktionary har en ordboksartikel om gods. |

Gods är en annan term för varor. Termen används i till exempel transportsammanhang, se godstransport, godsbana och stöldgods.
I juridiken kring köp och handel skiljer man på speciesgods och fungibelt gods.